# Jędrzejów (gemeente)
De gemeente Jędrzejów is een stad- en landgemeente in het Poolse woiwodschap Święty Krzyż, in powiat Jędrzejowski.
De zetel van de gemeente is in Jędrzejów.
Op 30 juni 2004 telde de gemeente 29 291 inwoners.

## Oppervlakte gegevens
In 2002 bedroeg de totale oppervlakte van gemeente Jędrzejów 227,52 km², waarvan:
- agrarisch gebied: 69%
- bossen: 22%

De gemeente beslaat 18,1% van de totale oppervlakte van de powiat.

## Demografie
Stand op 30 juni 2004:
| Omschrijving                   | Totaal | Totaal | Vrouwen | Vrouwen | Mannen | Mannen |
| ------------------------------ | ------ | ------ | ------- | ------- | ------ | ------ |
| eenheid                        | aantal | %      | aantal  | %       | aantal | %      |
| inwoners                       | 29 291 | 100    | 15 008  | 51,2    | 14 283 | 48,8   |
| bevolkingsdichtheid (inw./km²) | 128,7  | 128,7  | 66      | 66      | 62,8   | 62,8   |

In 2002 bedroeg het gemiddelde inkomen per inwoner 1137,13 zł.

## Aangrenzende gemeenten
Imielno, Małogoszcz, Nagłowice, Oksa, Sędziszów, Sobków, Wodzisław